# Tuxtla-Statuette

Zentren der Epi-Olmekischen Kultur

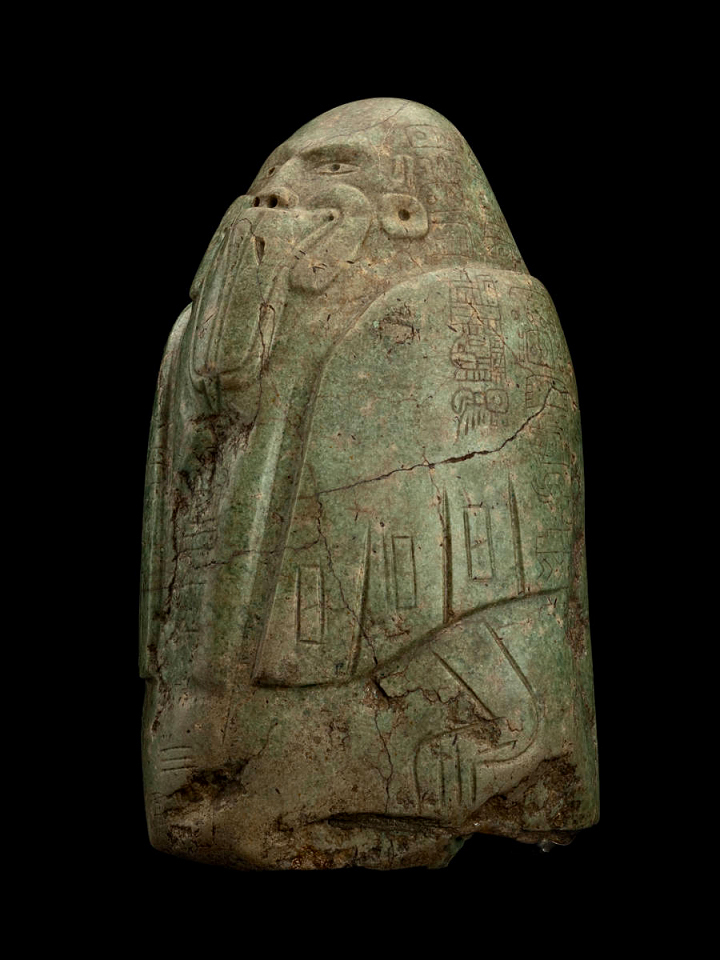
Tuxtla-Statuette

Umzeichnung

Die sogenannte Tuxtla-Statuette gehört – zusammen mit der Stele 1 von La Mojarra – zu den wichtigsten Zeugnissen mesoamerikanischer Kulturgeschichte. Die dem epiolmekischen Kulturbereich an der Küste des Golfs von Mexiko zugeordnete Figur stellt wahrscheinlich einen Schamanen dar und ist mit 75 Schriftzeichen versehen, die die Statuette zu einem der wenigen erhaltenen Zeugnisse der Isthmus-Schrift machen.

## Fundgeschichte
Die Statuette wurde im Jahr 1902 von einem Bauern beim Pflügen seines Feldes am Fuß der Sierra de los Tuxtlas im mexikanischen Bundesstaat Veracruz entdeckt, von Mitarbeitern der Smithsonian Institution erworben, in einer Schiffsladung mit Tabakblättern versteckt und in die USA verbracht. Die genaue Lage des Fundorts ist unbekannt, die Statuette gehört heute zum Bestand des Department of Anthropology des National Museum of Natural History der Smithsonian Institution in Washington, D.C.

## Beschreibung
Die 16 cm hohe Tuxtla-Statuette ist aus jade-ähnlichem Grünstein (Nephrit) gefertigt und weist auf allen Seiten mehr oder weniger deutliche Bearbeitungsspuren auf. Sie zeigt eine Figur mit menschenähnlichem Kopf mit fliehender Stirn und platter Nase, der gewisse optische Übereinstimmungen mit den berühmten Olmekenköpfen nicht verleugnen kann; darunter setzt ein schnabelähnliches Gebilde an, welches – zusammen mit den flügelähnlichen Seiten – der Figur ein teilweise vogelähnliches Aussehen verleiht. Dieses zwiespältige Erscheinungsbild hat zu einer Gesamtinterpretation der Statuette als Schamanenpriester mit Vogelmaske und Flügelmantel geführt.

## Datierung
Die Vorderseite zeigt ein deutlich erkennbares Datum (8.6.2.4.17) der Langen Zählung, welches dem 12. März des Jahres 162 n. Chr. entspricht. Lange Zeit wurde diskutiert, ob es sich möglicherweise um eine Fälschung handeln könne, da dieses Datum etwa 300 Jahre vor den frühesten seinerzeit bekannten Datierungen der Maya lag, doch durch weitere Funde – insbesondere dem der Stele 1 im nur etwa 70 km (Luftlinie) entfernten La Mojarra – wurden diese Zweifel ausgeräumt.